# Gánster

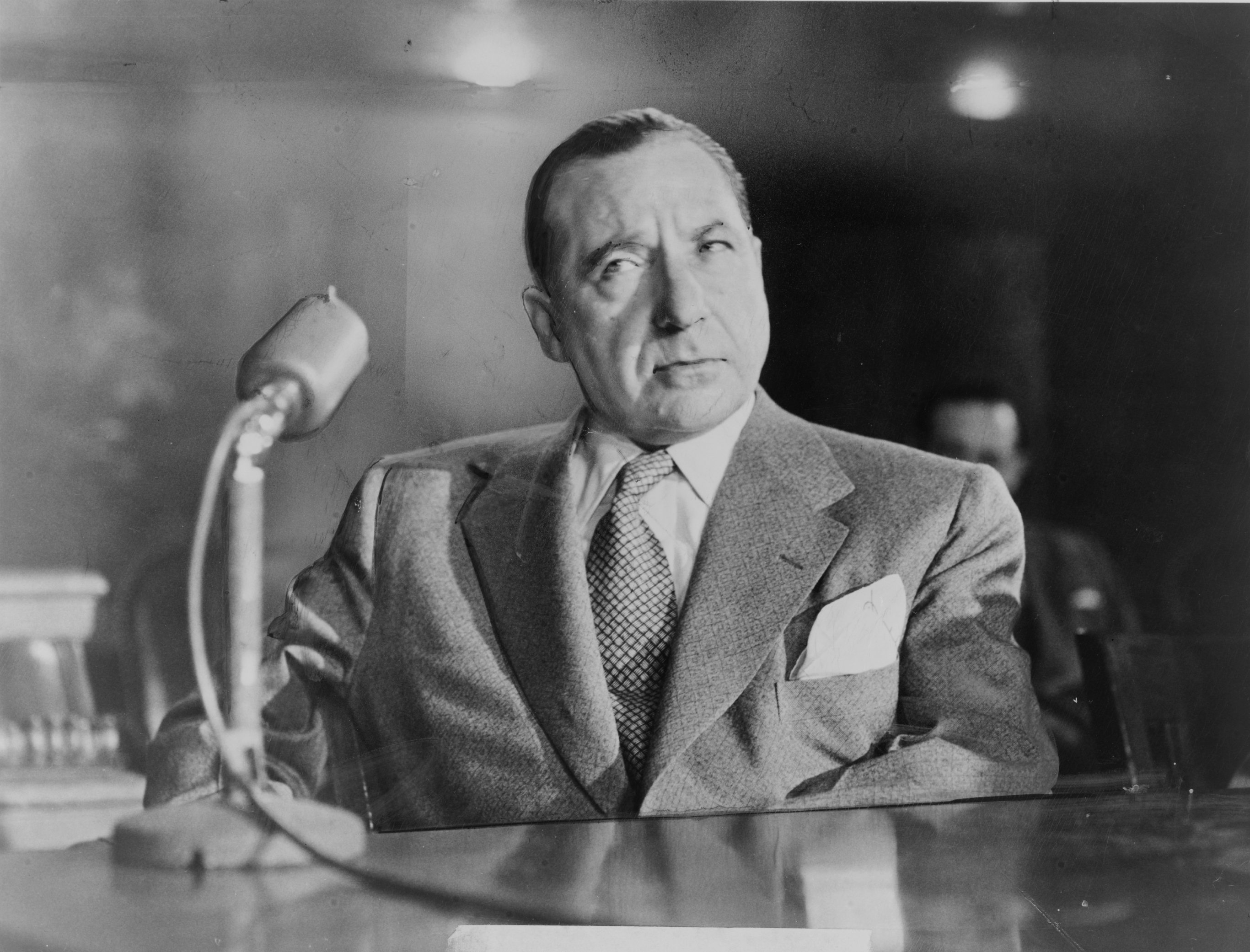
El mafioso italoestadounidense Frank Costello (Francesco Castiglia, 1891-1973).

Un gánster (del inglés gangster [/ɡæŋstəɹ/]) es un delincuente de carrera que en cierto momento se convierte casi invariablemente en miembro de una organización criminal violenta y persistente, lo que en inglés se conoce como gang (‘banda’).
Generalmente, este término se emplea para criminales de la rama estadounidense de la Cosa Nostra siciliana (las Cinco Familias) de Nueva York o los Outfit de Chicago, y a delincuentes individuales como Al Capone (1899-1947) o Bugsy Siegel (1906-1947).
Lo visible de sus actividades puede ir de lo casi indetectable, como el tráfico de drogas o la protección, a lo espectacular como el robo multimillonario en los almacenes Brinks Mat del aeropuerto de Heathrow en Londres (Reino Unido), del que nunca se recuperaron 10 toneladas de oro robadas.
Otras actividades en las que se han destacado son 
el tráfico de bebidas alcohólicas ilegales durante la ley seca (1920-1933) y los juegos de azar.
Los gánsteres a menudo llevan sus actividades como un negocio en la medida en que ofrecen un producto o servicio, no obstante ilegal, o en ocasiones emplean negocios reales legítimos como tapadera de una actividad criminal.
Algunos gánsteres, a veces llamados «matones», están especializados en la extorsión, la intimidación, o el soborno para mantener cierta influencia sobre los sindicatos de trabajadores. También se ha conocido que han intentado manipular las decisiones de instituciones civiles, como procesos legales o elecciones políticas.